# Poyraz
Poyraz è il nome del vento nord-orientale in Turchia. Esso determina in gran parte il clima estivo sul Mar Nero, e soffia inoltre sul Mar di Marmara. Dal momento che scorre nella stessa direzione della corrente lungo il Bosforo e i Dardanelli, per lungo tempo rese impossibile ai coloni provenienti dal Mar Mediterraneo l'accesso al Mar Nero. Il nome Poyraz è la forma turca del nome del dio greco Borea. Borea è anche il dio con il respiro gelido che portò il freddo sulla terra. Il Poyraz è un vento fresco e burrascoso e fornisce refrigerio nella calda estate. Per questo motivo, esso è popolare - a differenza dei venti del sud come il Lodos, che si dice abbia effetti simili a quelli del foehn. Lodos è la forma turca del nome Noto, un fratello di Borea. Negli anni in cui il Poyraz diminuisce verso la fine di novembre, il vento del sud che gli subentra inverte le correnti marine provenienti da nord spingendo l'acqua fredda della superficie verso il fondo. Questo sconvolgimento innesca un'importante catastrofe naturale tra i pesci migratori che non possono continuare la loro migrazione e muoiono così in gran numero.